# باول ميرلو
باول ميرلو (بالإنجليزية: Paul Merlo)‏ هو لاعب دوري الرغبي أسترالي، ولد في 8 أبريل 1955 في أستراليا.